# Il bagno turco (Vallotton)
Il bagno turco (Le Bain turc) è un dipinto a olio su tela realizzato dal pittore franco-svizzero Félix Vallotton nel 1907. L'opera è conservata al museo di storia e d'arte di Ginevra, in Svizzera.

## Descrizione
Inizialmente l'opera si intitolava Femmes au bain ("Donne al bagno"), ma nel 1975 venne adottato il titolo attuale che riprende il quadro omonimo dipinto dal pittore francese Jean-Auguste-Dominique Ingres nel 1862, che Félix Vallotton poté vedere al Salone d'Autunno che si svolse nel 1905 a Parigi. Se il dipinto di Ingres era ambientato nel bagno di un harem orientale, popolato da odalische esotiche e sensuali, quello di Vallotton è ambientato in un interno contemporaneo dalle pareti bluastre, come contemporanee sono le donne europee dalle capigliature moderne che egli dipinse.
Delle bagnanti senza veli a bordo vasca, sdraiate o sedute, osservano una donna in acqua che si sta asciugando la schiena con un asciugamano. La donna in primo piano è in compagnia di un bassotto, una figura insolita in uno spazio come questo, e immerge le proprie gambe nella vasca. Se il quadro di Ingres aveva la forma di un tondo come a simulare lo spioncino di una porta, che faceva aumentare il guardonismo dello spettatore, in quello vallottoniano è proprio la vasca che impedisce allo spettatore di entrare nel dipinto, separandolo dall'ambiente riservato alle bagnanti. A ciò si aggiunge la totale mancanza di comunicazione tra lo spettatore e le bagnanti.